# Henri Eninful
Akoete Henritse Eninful, meglio noto come Henri Eninful (Notsé, 21 luglio 1992) è un calciatore togolese,  centrocampista dell'Hilal Bergheim.

## Carriera

### Club
Ha giocato nei campionati belga, ungherese, cipriota, finlandese, greco e tedesco.

### Nazionale
In nazionale ha esordito nel 2015 ed è stato convocato per la Coppa d'Africa 2017.

## Palmarès

### Club

#### Competizioni nazionali
- Coppa del Belgio: 1

Standard Liegi: 2010-2011